# Sanremo Women 2025
La Sanremo Women 2025, ottava edizione della corsa, prima con questa denominazione (in precedenza Primavera Rosa) e valevole come settima prova dell'UCI Women's World Tour 2025 categoria 1.WWT, si svolse il 22 marzo 2025 su un percorso di 156,0 km, con partenza da Genova ed arrivo a Sanremo, in Italia. La vittoria fu appannaggio dell'olandese Lorena Wiebes, la quale completò il percorso in 3h43'32", alla media di 41,873 km/h, precedendo la connazionale Marianne Vos e la svizzera Noemi Rüegg.
Sul traguardo di Sanremo 116 cicliste delle 142 accreditate alla partenza, portarono a termine la competizione.

## Squadre e cicliste partecipanti
| N.      | Cod. | Squadra                    |
| ------- | ---- | -------------------------- |
| 1-6     | SDW  | Team SD Worx-Protime       |
| 11-16   | AGS  | AG Insurance-Soudal Team   |
| 21-26   | VAI  | Aromitalia 3T Vaiano       |
| 31-36   | BPK  | BePink-Imatra-Bongioanni   |
| 41-46   | CSZ  | Canyon-SRAM Zondacrypto    |
| 51-56   | CTC  | Ceratizit Pro Cycling Team |
| 61-66   | CWT  | Cofidis Women Team         |
| 71-76   | EFO  | EF Education-Oatly         |
| 81-86   | TFS  | FDJ-Suez                   |
| 91-96   | FDC  | Fenix-Deceuninck           |
| 101-106 | HPH  | Human Powered Health       |
| 111-116 | SBT  | Isolmant-Premac-Vittoria   |

| N.      | Cod. | Squadra                     |
| ------- | ---- | --------------------------- |
| 121-126 | LKF  | Laboral Kutxa-Fund. Euskadi |
| 131-136 | LTK  | Lidl-Trek                   |
| 141-146 | LIV  | Liv AlUla Jayco             |
| 151-156 | MOV  | Movistar Team               |
| 161-166 | CGS  | Roland                      |
| 171-176 | MDS  | Team Mendelspeck E-Work     |
| 181-186 | TPP  | Team Picnic PostNL          |
| 191-196 | TVL  | Team Visma-Lease a Bike     |
| 201-206 | TOP  | Top Girls Fassa Bortolo     |
| 211-216 | UAD  | UAE Team ADQ                |
| 221-226 | UXM  | Uno-X Mobility              |
| 231-236 | VWT  | VolkerWessels Pro Cycling   |

## Ordine d'arrivo (Top 10)
| Pos. | Corridore          | Squadra | Tempo    |
| ---- | ------------------ | ------- | -------- |
| 1    | Lorena Wiebes      | SD Worx | 3h43'32" |
| 2    | Marianne Vos       | Visma   | s.t.     |
| 3    | Noemi Rüegg        | EF      | s.t.     |
| 4    | Demi Vollering     | FDJ     | s.t.     |
| 5    | Kimberley Le Court | AG      | s.t.     |
| 6    | Chloé Dygert       | Canyon  | s.t.     |
| 7    | Elisa Balsamo      | Lidl    | s.t.     |
| 8    | Juliette Labous    | FDJ     | s.t.     |
| 9    | Lotte Kopecky      | SD Worx | s.t.     |
| 10   | Puck Pieterse      | Fenix   | s.t.     |